# Csiroleon tumidipalpus
Csiroleon tumidipalpus är en insektsart som beskrevs av Tim R. New 1985. Csiroleon tumidipalpus ingår i släktet Csiroleon och familjen myrlejonsländor. Inga underarter finns listade i Catalogue of Life.